# Hamilton (Album)
Hamilton (Untertitel: An American Musical) ist die Aufnahme der Broadway-Inszenierung des Musicals Hamilton. Text und Musik stammen von Lin-Manuel Miranda, der auch Alexander Hamilton spielt.

## Musikstil
Hamilton verbindet Musical-Musik mit verschiedenen Einflüssen aus der Populärmusik, insbesondere Hip-Hop und zeitgenössischem R&B, aber auch British-Invasion-Pop.

## Besetzung
| Rolle(n)                              | Sänger/in              |
| ------------------------------------- | ---------------------- |
| Alexander Hamilton                    | Lin-Manuel Miranda     |
| Aaron Burr                            | Leslie Odom Jr.        |
| Eliza Schuyler                        | Phillipa Soo           |
| Angelica Schuyler                     | Renée Elise Goldsberry |
| George Washington                     | Christopher Jackson    |
| King George III                       | Jonathan Groff         |
| Marquis de Lafayette/Thomas Jefferson | Daveed Diggs           |
| Hercules Mulligan/James Madison       | Okieriete Onaodowan    |
| John Laurens/Philipp Hamilton         | Anthony Ramos          |
| Peggy Schuyler/Maria Reynolds         | Jasmine Cephas Jones   |
| Samuel Seabury                        | Thayne Jasperson       |
| Charles Lee                           | Jon Rua                |
| George Eacker                         | Emphraim Sykes         |

## Titelliste
Disk 1
1. Alexander Hamilton (Leslie Odom Jr., Anthony Ramos, Daveed Diggs, Okieriete Onaodowan, Lin-Manuel Miranda, Phillipa Soo, Christopher Jackson, Original Broadway Cast of Hamilton) – 3:56
2. Aaron Burr, Sir (Lin-Manuel Miranda, Leslie Odom Jr., Anthony Ramos, Daveed Diggs, Okieriete Onaodowan) – 2:36
3. My Shot (Lin-Manuel Miranda, Anthony Ramos, Daveed Diggs, Okieriete Onaodowan, Leslie Odom Jr., Original Broadway Cast of Hamilton) – 5:33
4. The Story of Tonight (Lin-Manuel Miranda, Anthony Ramos, Okieriete Onaodowan, Daveed Diggs, Original Broadway Cast of Hamilton) – 1:31
5. The Schuyler Sisters (Renée Elise Goldsberry, Phillipa Soo, Jasmine Cephas-Jones, Leslie Odom Jr., Original Broadway Cast of Hamilton) – 3:06
6. Farmer Refuted (Thayne Jasperson, Lin-Manuel Miranda, Original Broadway Cast of Hamilton) – 1:52
7. You’ll Be Back (Jonathan Groff, Original Broadway Cast of Hamilton) – 3:28
8. Right Hand Man (Christopher Jackson, Lin-Manuel Miranda, Leslie Odom Jr., Original Broadway Cast of Hamilton) – 5:21
9. A Winter’s Ball (Leslie Odom Jr., Lin-Manuel Miranda, Original Broadway Cast of Hamilton) – 1:09
10. Helpless (Phillipa Soo, Original Broadway Cast of Hamilton) – 4:09
11. Satisfied (Renée Elise Goldsberry, Original Broadway Cast of Hamilton) – 5:29
12. The Story of Tonight (Reprise) (Anthony Ramos, Okieriete Onaodowan, Daveed Diggs, Lin-Manuel Miranda, Leslie Odom Jr.) – 1:55
13. Wait For It (Leslie Odom Jr., Original Broadway Cast of Hamilton) – 3:13
14. Stay Alive (Original Broadway Cast of Hamilton) – 2:39
15. Ten Duel Commandments (Anthony Ramos, Lin-Manuel Miranda, Jon Rua Leslie Odom Jr., Original Broadway Cast of Hamilton) – 1:46
16. Meet Me Inside (Lin-Manuel Miranda, Leslie Odom Jr., Anthony Ramos, Christopher Jackson, Original Broadway Cast of Hamilton) – 1:23
17. That Would Be Enough (Phillipa Soo, Lin-Manuel Miranda) – 2:58
18. Guns and Ships (Leslie Odom Jr., Daveed Diggs, Christopher Jackson, Original Broadway Cast of Hamilton) – 2:07
19. History Has Its Eyes On You (Christopher Jackson, Lin-Manuel Miranda, Original Broadway Cast of Hamilton) – 1:37
20. Yorktown (The World Turned Upside Down) (Original Broadway Cast of Hamilton) – 4:02
21. What Comes Next? (Jonathan Groff) – 1:39
22. Dear Theodosia (Leslie Odom Jr., Lin-Manuel Miranda) – 3:04
23. Non-Stop (Leslie Odom Jr., Lin-Manuel Miranda, Renée Elise Goldsberry, Phillipa Soo, Christopher Jackson, Original Broadway Cast of Hamilton) – 6:25

Disk 2
1. What’d I Miss? (Daveed Diggs, Leslie Odom Jr., Okieriete Onaodowan, Original Broadway Cast of Hamilton) – 3:56
2. Cabinet Battle #1 (Christopher Jackson, Daveed Diggs, Lin-Manuel Miranda, Okieriete Onaodowan) – 3:35
3. Take A Break (Phillipa Soo, Anthony Ramos, Lin-Manuel Miranda, Renée Elise Goldsberry) – 4:46
4. Say No To This (Jasmine Cephas-Jones, Leslie Odom Jr., Lin-Manuel Miranda, Sydney James Harcourt Original Broadway Cast of Hamilton) – 4:02
5. The Room Where It Happens (Leslie Odom Jr., Lin-Manuel Miranda, Daveed Diggs, Okieriete Onaodowan, Original Broadway Cast of Hamilton) – 5:18
6. Schuyler Defeated (Anthony Ramos, Phillipa Soo, Lin-Manuel Miranda, Leslie Odom Jr.) – 1:03
7. Cabinet Battle #2 (Christopher Jackson, Daveed Diggs, Lin-Manuel Miranda, Okieriete Onaodowan) – 2:22
8. Washington On Your Side (Leslie Odom Jr., Daveed Diggs, Okieriete Onaodowan, Original Broadway Cast of Hamilton) – 3:01
9. One Last Time (Christopher Jackson, Lin-Manuel Miranda, Original Broadway Cast of Hamilton) – 4:56
10. I Know Him (Jonathan Groff) – 1:37
11. The Adams Administration (Original Broadway Cast of Hamilton) – 0:54
12. We Know (Lin-Manuel Miranda, Daveed Diggs, Leslie Odom Jr., Okieriete Onaodowan) – 2:22
13. Hurricane (Lin-Manuel Miranda, Original Broadway Cast of Hamilton) – 2:23
14. The Reynolds Pamphlet (Original Broadway Cast of Hamilton) – 2:08
15. Burn (Phillipa Soo) – 3:45
16. Blow Us All Away (Anthony Ramos, Ariana DeBose, Sasha Hutchings, Ephraim Sykes, Lin-Manuel Miranda, Original Broadway Cast of Hamilton) – 2:53
17. Stay Alive (Reprise) (Lin-Manuel Miranda, Anthony Ramos, Phillipa Soo, Original Broadway Cast of Hamilton) – 1:51
18. It’s Quiet Uptown (Renée Elise Goldsberry, Lin-Manuel Miranda, Phillipa Soo, Original Broadway Cast of Hamilton) – 4:30
19. The Election of 1800 (Daveed Diggs, Okieriete Onaodowan, Leslie Odom Jr., Lin-Manuel Miranda, Original Broadway Cast of Hamilton) – 3:57
20. Your Obedient Servant (Leslie Odom Jr., Lin-Manuel Miranda, Original Broadway Cast of Hamilton) – 2:30
21. Best of Wives and Best of Women (Phillipa Soo, Lin-Manuel Miranda) – 0:47
22. The World Was Wide Enough (Leslie Odom Jr., Lin-Manuel Miranda, Original Broadway Cast of Hamilton) – 5:02
23. Who Lives, Who Dies, Who Tells Your Story (Original Broadway Cast of Hamilton) – 3:37

Gegenüber dem Musical fehlt auf der Aufnahme vor Non-Stop das Stück Tomorrow there’ll be more of us, in dem Hamilton vom Tod John Laurens erfährt.

## Rezeption
Rolling Stone bewertete Hamilton mit 4,5/5 Sternen und ordnete es als achtbestes Album 2015 ein. Es beweise, „dass eine Cast-Soundtrack-LP als eine kraftvolle, zusammenhängende, belebende Pop-Erfahrung im 21. Jahrhundert funktionieren kann.“ In ihrer Bewertung für AllMusic (4/5 Sterne) lobte Marcy Donelson unter anderem die Cabinet Battles und Wait for It. Als möglichen Kritikpunkt nannte sie die hohe Informationsdichte der Texte. Das Magazin Billboard setzte es auf Platz 2 seiner Bestenliste 2015.
Hamilton gewann einen Grammy als Best Musical Theatre Recording.

## Kommerzieller Erfolg

### Chartplatzierungen
Mit Stand der Woche vom 18. Juni 2023 ist Hamilton seit insgesamt 403 Wochen in den Billboard-200-Album-Charts vertreten. Am 8. Juli 2020 erreichte es dort mit Platz 2 seinen Höchststand. Es erreichte außerdem Platz 1 in den Kategorien Rap Albums und Broadway Cast Recordings.

### Auszeichnungen für Musikverkäufe
| Silberne Schallplatte - Vereinigtes Königreich - 2021: für das Lied Guns and Ships - 2022: für das Lied Right Hand Man - 2022: für das Lied The Room Where It Happens - 2022: für das Lied Non-Stop - 2023: für das Lied A Winter’s Ball - 2023: für das Lied Yorktown (The World Turned Upside Down) - 2023: für das Lied Farmer Refuted - 2023: für das Lied Stay Alive - 2023: für das Lied Dear Theodosia - 2023: für das Lied Say No To This - 2024: für das Lied History Has Its Eyes On You - 2024: für das Lied That Would Be Enough - 2024: für das Lied What Comes Next - 2024: für das Lied Ten Duel Commandments - 2025: für das Lied Take A Break - 2025: für das Lied Who Lives Who Dies Who Tells Your Story - 2025: für das Lied One Last Time - 2025: für das Lied It’s Quiet Uptown - 2025: für das Lied Washington On Your Side Goldene Schallplatte - Vereinigte Staaten - 2018: für das Album The Hamilton Mixtape - 2023: für das Lied Blow Us All Away - 2023: für das Lied Washington On Your Side - 2023: für das Lied Meet Me Inside - 2023: für das Lied Your Obedient Servant - 2023: für das Lied Who Lives, Who Dies, Who Tells Your Story - 2023: für das Lied We Know - 2023: für das Lied It’s Quiet Uptown - 2023: für das Lied The Adams Administration - 2023: für das Lied Best Of Wives And Best Of Women - 2023: für das Lied Cabinet Battle #2 - 2023: für das Lied Schuyler Defeated - 2023: für das Lied The Reynolds Pamphlet - 2023: für das Lied The Election Of 1800 - 2023: für das Lied The World Was Wide Enough - 2023: für das Lied Hurricane - 2023: für das Lied One Last Time - 2023: für das Lied Stay Alive (Reprise) - 2023: für das Lied I Know Him - Vereinigtes Königreich - 2023: für das Lied The Story of Tonight - 2023: für das Lied You’ll Be Back - 2023: für das Lied Satisfied - 2023: für das Lied My Shot - 2024: für das Lied The Schuyler Sisters - 2024: für das Lied Wait For It - 2024: für das Lied Helpless - 2025: für das Lied Aaron Burr, Sir | Platin-Schallplatte - Australien - 2023: für das Album Hamilton - Dänemark - 2022: für das Album Hamilton - Vereinigte Staaten - 2020: für das Lied Wait For It - 2023: für das Lied That Would Be Enough - 2023: für das Lied History Has Its Eyes On You - 2023: für das Lied Stay Alive - 2023: für das Lied The Room Where It Happens - 2023: für das Lied The Story of Tonight - 2023: für das Lied Cabinet Battle #1 - 2023: für das Lied A Winter’s Ball - 2023: für das Lied Yorktown (The World Turned Upside Down) - 2023: für das Lied Non-Stop - 2023: für das Lied Guns and Ships - 2023: für das Lied What Comes Next? - 2023: für das Lied What’d I Miss - 2023: für das Lied Farmer Refuted - 2023: für das Lied Take A Break - 2023: für das Lied The Story of Tonight (Reprise) - 2023: für das Lied Right Hand Man - 2023: für das Lied Say No To This - 2023: für das Lied Helpless - 2023: für das Lied Burn - 2023: für das Lied Ten Duel Commandments - 2023: für das Lied Dear Theodosia - Vereinigtes Königreich - 2025: für das Lied Alexander Hamilton 2× Platin-Schallplatte - Vereinigte Staaten - 2023: für das Lied My Shot - 2023: für das Lied Satisfied - 2023: für das Lied The Schuyler Sisters - 2023: für das Lied Aaron Burr, Sir - 2023: für das Lied You’ll Be Back - 2023: für das Lied Alexander Hamilton - Vereinigtes Königreich - 2024: für das Album Hamilton 3× Platin-Schallplatte - Neuseeland - 2024: für das Album Hamilton Diamantene Schallplatte - Vereinigte Staaten - 2023: für das Album Hamilton |

Anmerkung: Auszeichnungen in Ländern aus den Charttabellen bzw. Chartboxen sind in ebendiesen zu finden.
| Land/RegionAuszeichnungen für Musikverkäufe (Land/Region, Auszeichnungen, Verkäufe, Quellen) | Silber       | Gold       | Platin       | Diamant  | Verkäufe   | Quellen          |
| -------------------------------------------------------------------------------------------- | ------------ | ---------- | ------------ | -------- | ---------- | ---------------- |
| Australien (ARIA)                                                                            | —            | —          | Platin1      | —        | 70.000     | aria.com.au      |
| Dänemark (IFPI)                                                                              | —            | —          | Platin1      | —        | 20.000     | ifpi.dk          |
| Neuseeland (RMNZ)                                                                            | —            | —          | 3× Platin3   | —        | 45.000     | radioscope.co.nz |
| Vereinigte Staaten (RIAA)                                                                    | —            | 19× Gold19 | 34× Platin34 | Diamant1 | 53.500.000 | riaa.com         |
| Vereinigtes Königreich (BPI)                                                                 | 19× Silber19 | 8× Gold8   | 3× Platin3   | —        | 8.000.000  | bpi.co.uk        |
| Insgesamt                                                                                    | 19× Silber19 | 27× Gold27 | 42× Platin42 | Diamant1 |            |                  |